# Пепељастосива сова
Пепељастосива сова или мексичка пругаста сова (лат. Strix sartorii) врста је сове из породице правих сова која насељава просторе централног Мексика. Неки ауторитети, међу којима и Интернационална орнитолошка заједница, сматрају ову птицу засебном врстом, док други, међу којима и Америчко орнитолошко друштво, сматра пепељастосиву сову подврстом пругасте сове.